# Ambositra

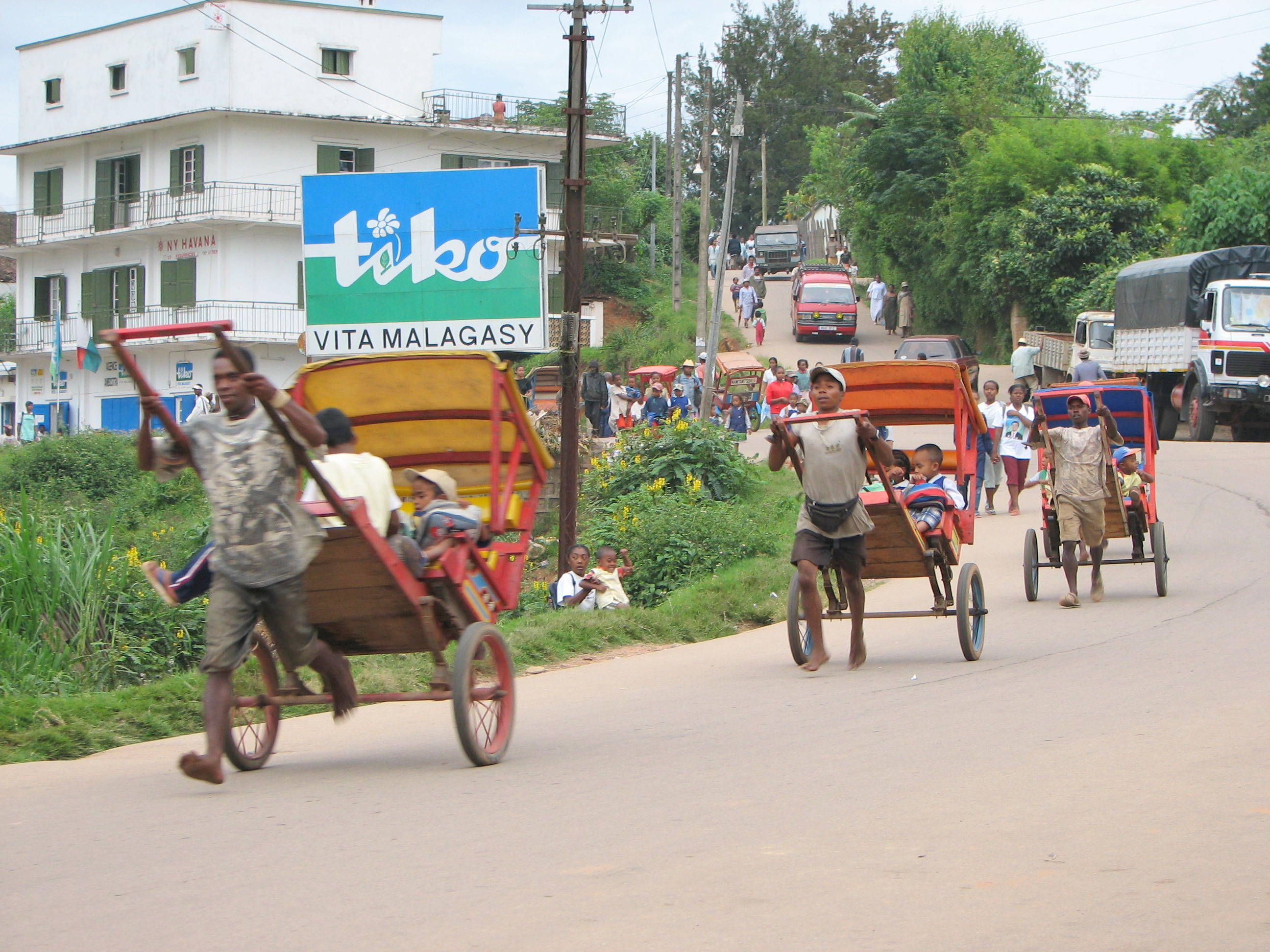
Ambositra

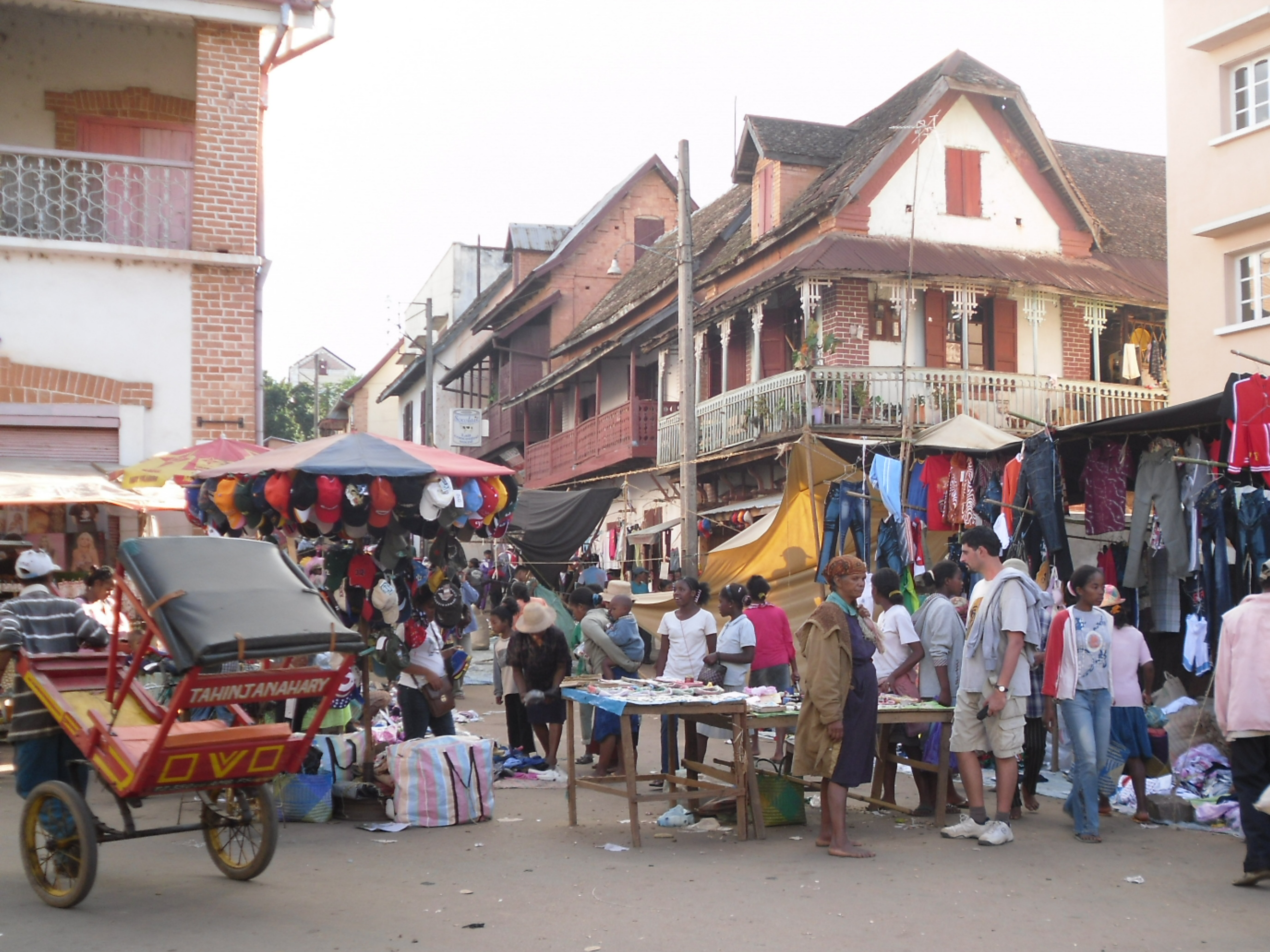
Ambositra

Ambositra (IPA: amˈbusʲʈʂə̥) es una ciudad ubicada en el centro de Madagascar. 
Ambositra es la capital de la región de Amoron'i Mania, y del Distrito de Ambositra. Es el centro de la industria de la talla de madera en Madagascar debido a la presencia de la tribu Zafimaniry, un subgrupo de la tribu Betsileo. Se encuentran muchos comercios de venta de cajas de madera, tableros de ajedrez y figuras.
La diócesis de Ambositra está ubicada en la ciudad y está dirigida por el obispo Fidelis Rakotonarivo.
- Datos: Q458440
- Multimedia: Ambositra / Q458440